# Вајт Оук (Мериленд)
Вајт Оук (енгл. White Oak) насељено је место без административног статуса у америчкој савезној држави Мериленд.

## Демографија
По попису из 2010. године број становника је 17.403, што је 3.57 (-17,0%) становника мање него 2000. године.
| Група             | 2000.         | 2010.         |
| Белци             | 7.538 (35,9%) | 3.766 (21,6%) |
| Афроамериканци    | 7.771 (37,1%) | 8.592 (49,4%) |
| Азијати           | 2.344 (11,2%) | 1.554 (8,9%)  |
| Хиспаноамериканци | 2.722 (13,0%) | 3.194 (18,4%) |
| Укупно            | 20.973        | 17.403        |